# Mike Reiss
Michael L. Reiss (n. 15 septembrie 1959, Bristol⁠(d), Connecticut, SUA) este un scenarist de televiziune american. A fost  showrunner⁠(d), scenarist și producător al serialului animat Familia Simpson, respectiv creator al serialului The Critic⁠(d). A scris benzile desenate digitale⁠(d) Queer Duck⁠(d) și a lucrat la diverse lungmetraje, inclusiv Epoca de gheață 3: Apariția dinozaurilor, Familia Simpson și Sejur cu surprize⁠(d).

## Biografie
Reiss s-a născut într-o familie de evrei din Bristol, Connecticut⁠(d). Mama sa era jurnalist local, iar tatăl său era medic. A urmat Școala Publică Memorial Boulevard, Școala Thomas Patterson și Bristol Eastern High School⁠(d). Conform acestuia, s-a simțit întotdeauna un „străin” în aceste instituții.
Reiss a studiat la Universitatea Harvard. A declarat că urăște Harvard ca instituție, explicând că „am avut o epifanie în a treia zi: acest loc ar fi la fel de bun ca o tabără de vară în care întâlnești oameni diferiți, interacționezi și inveți de la ei. Consider că educația pe care am primit-o acolo a fost distantă, inutilă și indiferentă; că mi-au irosit tinerețea și economiile tatălui meu.” Reiss a studiat engleza, dar i-a displăcut cursul și nu a fost acceptat la un curs de scriere creativă. Fiind interesat de comedie, acesta a luat parte la spectacole de talente⁠(d). În caminul studențesc Holworthy Hall⁠(d) de la Harvard, Reiss l-a întâlnit pe Al Jean; cei doi s-au împrietenit și au colaborat împreună la revista de umor The Harvard Lampoon⁠(d). Reiss a devenit copreședinte al Harvard Lampoon alături de Jon Vitti. Jeff Martin, un alt scriitor al revistei, a declarat că Reiss și Jean „erau indivizi foarte amuzanți și scriitori de comedie neobișnuit de cizelați pentru vârsta lor. N-am fost niciodată surprinși că au devenit oameni de succes”. Conform lui Jean, el și Reiss își petreceau mare parte din timp la revistă, aceasta fiind „practic a doua mea cameră de cămin”.

## Cariera

### Familia SimpsonșiThe Critic
Revista de umor The National Lampoon i-a angajat pe cei doi după ce au absolvit în 1981. În anii 1980, cei doi au început să colaboreze la diverse materiale de televiziune. În această perioadă, au lucrat ca scriitori și producători la emisiuni de televiziune precum The Tonight Show Starring Johnny Carson⁠(d), ALF⁠(d), Sledge Hammer!⁠(d) și It's Garry Shandling's Show⁠(d). 
În 1989, Reiss și Jean au fost angajați în echipa originală de scenariști a serialului de televiziune Familia Simpson. Aceștia au lucrat la cele treisprezece episoade ale primului sezon (1989) și au devenit showrunneri⁠(d) la începutul celui de-al treilea sezon (1991). Aceștia erau responsabili cu supravegherea tuturor proceselor prin care trecea un episod înainte de finalizare, inclusiv scrierea, animația, dublajul și muzica. Primul episod pe care l-au produs a fost „Mr. Lisa Goes to Washington⁠(d)” (difuzat pe 19 septembrie 1991) și, îngrijorați că acesta ar putea fi dezamăgitor, au rescris de mai multe ori scenariul pentru a îmbunătăți scenele de umor. Potrivit lui Jean, „motivul pentru care am realizat aceste rescrieri este gândul constant că [scenariul] nu este suficient de bun”. Reiss confirmă că „eram cu singuranță îngrijorați. Nu am mai avut astfel de responsabilități și ne-au dat această sarcină”. Jean și Reiss au rămas în funcția de showrunner până la sfârșitul celui de-al patrulea sezon (1993). Deoarece serialul avea deja o reputație după primele două sezoane, cei doi au creat povești mai profunde pe parcursul mandatului lor. Conform lui Jean, acesta ar fi unul dintre motivele pentru care mulți fani și critici consideră sezonul trei și patru ca fiind cele mai bune sezoane ale serialului. Sam Simon⁠(d) a declarat că Familia Simpson „nu ar fi fost Familia Simpson fără [Reiss]”. Reiss a câștigat patru premii Primetime Emmy⁠(d) pentru contribuțiile sale la serial.
Au plecat după sezonul patru pentru a crea The Critic, o emisiune animată despre criticul de film Jay Sherman⁠(d) (interpretat de Jon Lovitz). Acesta a fost produs de James L. Brooks. A fost difuzat pentru prima dată pe ABC în ianuarie 1994 și a primit recenzii pozitive din partea criticilor, însă a intrat în hiatus după șase săptămâni. În timpul celui de-al doilea sezon, Brooks a încheiat un acord cu rețeaua Fox pentru a modifica serialul.
Brooks și-a dorit un episod crossover⁠(d) cu Familia Simpson în încercarea de a promova mutarea serialului de la ABC la Fox. Personajul Sherman a apărut în episodul „A Star Is Burns⁠(d)”, pe care Reiss și Jean s-au întors să-l producă, însă lui Matt Groening, creatorul serialului, i-a displăcut episodul și s-a plâns că acesta a reprezentat o reclamă de treizeci de minute pentru The Critic. Cu privire la această situație, Brooks a declarat că „de ani de zile, Al și Mike au muncit pe brânci la acest serial, stând treji până la patru dimineața. Numele lui Matt a apărut pe scenariile lui Mike și Al, iar acesta și-a asumat meritele pentru o mare parte din contribuțiilor lor excepționale. De fapt, el este beneficiarul direct al muncii lor. The Critic este șansa lor și ar trebui să îi sprijine.” Reiss a declarat că a fost „puțin deranjat” de acțiunile lui Groening, deoarece episodul nu era numai despre The Critic, iar Jean era îngrijorat de faptul că „oamenii vor crede că acest episod din Familia Simpson nu este foarte bun”. The Critic a fost în cele din urmă anulat din cauza ratingurilor proaste. În total au fost produse 23 de episoade, iar în 2000 au fost realizate alte zece webepisoade transmise pe internet.
În 1994, Jean și Reiss au semnat un contract de trei ani cu The Walt Disney Company pentru a produce alte emisiuni de televiziune pentru ABC. Aceștia au creat și produs serialul Teen Angel⁠(d), însă a fost anulat după doar un sezon în 1997. Reiss a declarat că „[serialul] a fost compromis și modificat constant. Am avut 11 producători executivi care îmi spuneau cum să-mi fac treaba”. A fost singurul lor proiect care a ajuns pe micile ecrane.
Cei doi s-au întors periodic să lucreze la Familia Simpson. Pe lângă „A Star Is Burns”, au produs „'Round Springfield⁠(d)” pentru sezonul șase; ambele episoade au fost scrise cu ajutorul colegilor lor scriitori din The Critic. De asemenea, au produs două episoade pentru sezonul opt („The Springfield Files⁠(d)” și „Simpsoncalifragilisticexpiala(Annoyed Grunt)cious⁠(d)”) și două pentru sezonul nouă („Lisa's Sax⁠(d)” și „Simpson Tide⁠(d)”). Când Jean s-a întors permanent ca showrunner în sezonul treisprezece, Reiss a revenit cu jumătate de normăîn calitate de consultant și producător, zburând la Los Angeles o dată pe săptămână pentru a participa la întâlniri despre episoade și a contribui la procesul de scriere. De asemenea, a contribuit la scenariul pentru Familia Simpson în 2007.

### Alte proiecte
În anul 2000, Reiss și regizorul Xeth Feinberg au produs Hard Drinkin' Lincoln⁠(d), un serial animat⁠(d) independent pentru icebox.com⁠(d). Cei doi au colaborat din nou pentru a produce desenul animat Queer Duck⁠(d). În 2002, serialul a fost preluat de Showtime și difuzat alături de serialul dramatic Queer as Folk⁠(d). Queer Duck: the Movie a fost lansat pe DVD în 2006. Reiss a declarat că este foarte încântat de serial, deoarece „nu-mi place cum sunt tratați homosexualii în comedie. [...] Așa că am creat un desen animat care era pro-gay și prezenta animale homosexuale.”
Reiss a contribuit la numeroase scenarii de film. Acesta a scris unele glume din filmul Epoca de gheață, după ce colegul său din Familia Simpson, David Silverman,⁠(d) i-a cerut acestuia și lui Jon Vitti să contribuie la povestea lungmetrajului. Ulterior, a scris mai multe scenarii, inclusiv cel pentru filmele  Ice Age: Dawn of the Dinosaurs și Horton Hears a Who!. Primul film cinematografic⁠(d) pe care l-a scris a fost Sejur cu surprize (2009). La început, scenariul a fost o simplă povestire inspirată de vacanțele autorului cu autobuzul prin Mexic și Grecia; Reiss a încercat s-o publice, dar a fost respinsă de 37 de edituri și a decis să o rescrie sub forma de scenariu. Filmul a primit o recenzie negativă din partea criticului Roger Ebert, acesta menționând că „nimic nu mi-a plăcut la Sejur cu surprize, cu excepția unor ruine”. De asemenea, a descris scenariul ca fiind unul „prost”. Reiss a apărat lungmetrajul, declarând că „Sejur cu surprize îi face pe oameni fericiți. Este un film extrem de dulce despre decența fundamentală a umanității”.
A publicat șaptesprezece cărți pentru copii, inclusiv How Murray Saved Christmas și The Boy Who Looked Like Lincoln. De asemenea, a câștigat un premiu Edgar pentru povestea Cro-Magnon PI. A scris în colaborare cu Mathew Klickstein⁠(d) memoriile Springfield Confidential: Jokes, Secrets, and Outright Lies from a Lifetime Writing for The Simpsons⁠(d). Cartea a fost publicată de Dey Street în iunie 2018.

## Viața personală
Reiss locuiește în New York împreună cu soția sa Denise, iar cei doi călătoresc frecvent în străinătate. Acesta este evreu.

## Filmografie

### Familia Simpson
O listă cu episoadele pe care Reiss le-a scris împreună cu Al Jean:
- „There's No Disgrace Like Home”
- „Moaning Lisa”
- „The Telltale Head” (cu Matt Groening și Sam Simon)
- „The Way We Was” (cu Sam Simon)
- „Stark Raving Dad”
- „Treehouse of Horror II" (The Bart Zone)
- „Lisa's Pony"
- „Treehouse of Horror III" (Clown Without Pity)
- „'Round Springfield” – (Jean și Reiss au contribuit la poveste; scenariul a fost scris de Joshua Sternin și Jeffrey Ventimillia)
- „Simpsoncalifragilisticexpiala(Annoyed Grunt)cious”

### The Critic
A scris următoarele episoade împreună cu Al Jean:
- „Pilot”
- „Dial 'M' for Mother”
- „Sherman, Woman and Child”
- „I Can't Believe It's a Clip Show!”

### Filme
- Robots (2005) (consultant)
- The Simpsons Movie (2007) (scenariu)
- Horton Hears a Who! (2008) (consultant)
- My Life in Ruins (2009) (scriitor)
- Ice Age: Dawn of the Dinosaurs (2009) (scenarist)
- Rio (2011) (consultant)
- The Lorax (2012) (consultant)
- Ice Age: Continental Drift (2012) (consultant)
- Despicable Me 2 (2013) (consultant)
- How Murray Saved Christmas (2014) (scriitor, episod special)